# Métiers de la sécurité privée
 (septembre 2018).
Si vous disposez d'ouvrages ou d'articles de référence ou si vous connaissez des sites web de qualité traitant du thème abordé ici, merci de compléter l'article en donnant les références utiles à sa vérifiabilité et en les liant à la section « Notes et références ».
Les 17 premiers métiers repères[à développer]

## Filière enquête
- Détective
- Enquêteur d'assurances
- Enquêteur de droit privé

## Filière surveillance
- Agent de sécurité
- Agent de sécurité confirmé
- Agent de sécurité chef de poste
- Agent de sécurité cynophile
- Agent de sécurité mobile
- Agent de sécurité filtrage
- Agent de sécurité opérateur filtrage

## Filière distribution
- Agent de sécurité magasin pré-vol
- Agent de sécurité magasin vidéo
- Agent de sécurité magasin arrière caisse

## Filière télésurveillance
- Agent de sécurité opérateur SCT1
- Agent de sécurité opérateur SCT2 (AM = Agent de Maîtrise)

## Filière incendie
- Agent des services de sécurité incendie (formation réglementée)
- Chef équipe des Services de sécurité Incendie - AM (formation réglementée)
- Pompier d'aérodrome
- Pompier d'aérodrome chef de manœuvre - AM (formation réglementée)
- Responsable SSLIA - AM (formation réglementée)

## Filière aéroportuaire
Rappel des métiers-repères de la filière aéroportuaire qui figure dans l'annexe 8 de la convention collective
- Agent d'exploitation de sûreté
- Profileur
- Opérateur de sûreté qualifié
- Opérateur de sûreté confirmé
- Coordinateur
- Chef d'équipe
- Superviseur

Cette liste donne des liens vers les différentes professions ou activités liées à la sécurité privée.
Toutefois, certaines de ces activités ne sont pas partout considérées comme des « métiers ».
- Agent de sécurité
- Conducteur de chien de garde ou de défense
- Rondier intervenant
- Agent de prévention des vols
- Garde du corps
- Opérateur en télésurveillance
- Agent de sécurité opérateur SCT1
- Agent de sécurité opérateur SCT2
- Pompier d’aérodrome
- Pompier d’aérodrome chef de manœuvre
- Responsable SSLIA

## Sources
- Syndicat national des entreprises de sécurité privée (SNES)